# 크루메 랑케역
크루메 랑케역(U-Bahnhof Krumme Lanke)은 베를린 슈테글리츠첼렌도르프구 첼렌도르프에 있는 U3의 역이다. 1929년 12월 22일 틸플라츠-크루메 랑케 연장 구간 개통과 함께 영업을 시작했다. 계획된 역명은 알젠슈트라세(Alsenstraße)역이었으나, 역에서 1 km 정도 떨어져 있는 크루메 랑케호의 이름이 붙었다.

## 역사

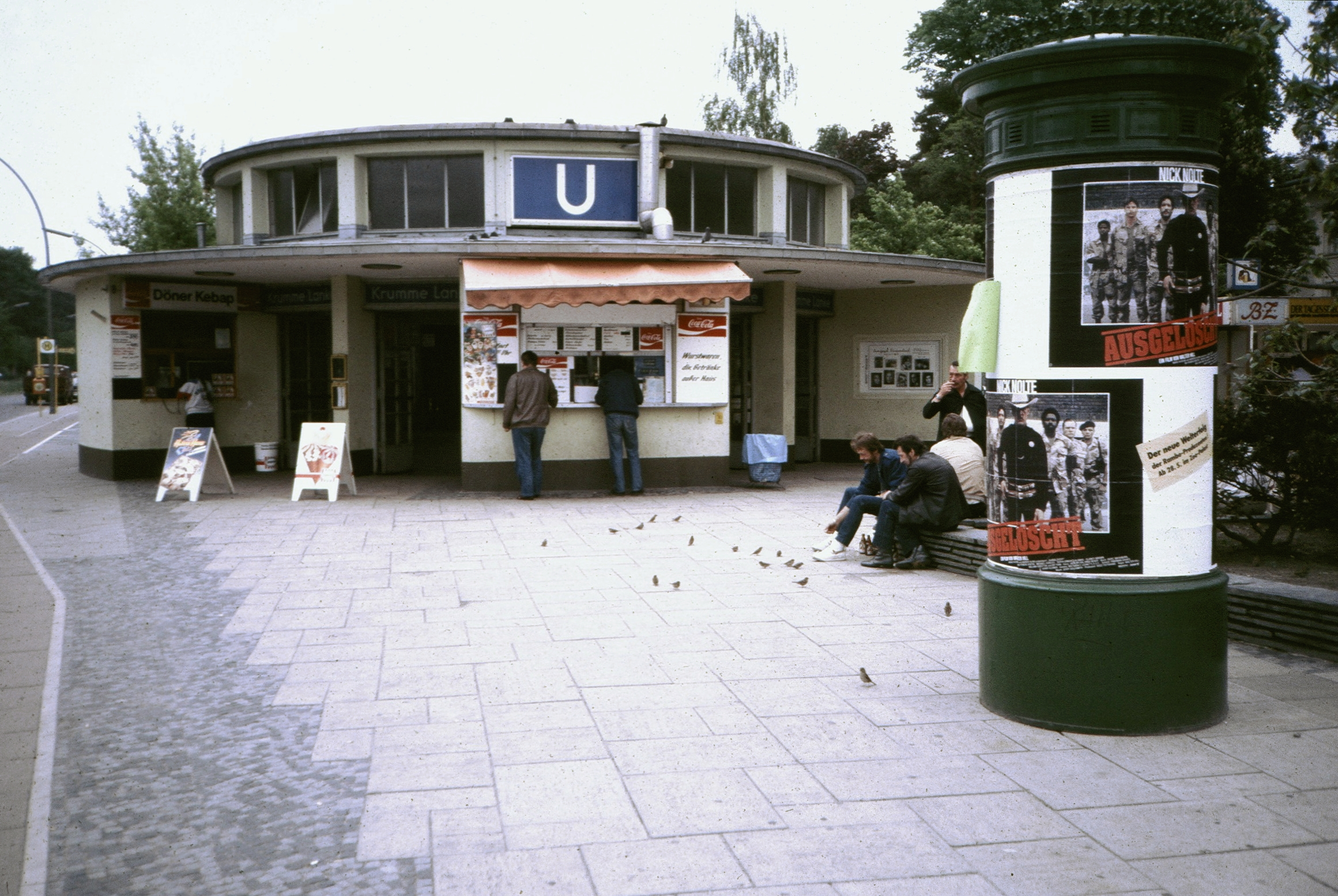
1987년 철거 전 구 역사

개통 당시 역사는 알프레드 그레난데르가 설계했다. 이 역사는 1988년에 철거되었고, 그 자리에 원래 역사와 상당히 흡사한 역사가 다시 건설되었다. 신 역사 설계자는 루퍼트 슈툴레머(Rupert Sthulemmer)이며, 1989년 6월 17일에 개업했다. 같은 해에 엘리베이터도 설치되었다.
크루메 랑케역 남쪽으로 아르겐티니셰 알레(Argentinische Allee) 아래 터널에 200 m 길이의 인상선이 설치되어 있다. 해당 인상선(11, 12번선)은 본선의 단순한 연장선이고 분기기로 서로간이 연결되어 있지 않다. 이 노선을 본선으로 편입하여 남부로 연장하려는 계획은 1980년대부터 존재했다. 공식적인 베를린 멕시코플라츠역 방면 노선 연장 착공은 2026년으로 계획되어 있다.
2009년 6월 6일 당시 이름이 없었던 역 앞의 광장을 베를린 지하철의 많은 역을 설계했던 알프레드 그레난데르 광장(Alfred-Grenander-Platz)으로 지정했다.

## 시설
노선이 절개지에 지어졌기 때문에, 지하 구간은 아니지만 노면에서 3.6 m 아래에 위치해 있다. 섬식 승강장은 길이 110.5 m, 너비 8.8 m이며 양쪽으로 1번선과 2번선이 있다. 동쪽에 있는 2번선과 평행하게 유치선 3번선이 설치되어 있으며, 회차 후 진입해야만 한다. 과거에는 3번선이 크루메 랑케 기지 인입선으로 기능했다. 역 북쪽으로는 4번선부터 9번선까지의 인상선이 설치되어 있다. 크루메 랑케 기지 차고에는 1968년까지 소형 기지가 설치되어 있었으며, 현재는 변전소가 설치되어 있다.

## 인접 철도역
베를린 버스 118, X11번, 포츠담미텔마르크군 버스 622번과 환승할 수 있다.
| 베를린 지하철 3호선 | 베를린 지하철 3호선 | 베를린 지하철 3호선                     |
| ------------------- | ------------------- | --------------------------------------- |
| 시·종착역           | U3                  | 옹켈 톰스 휘테 바르샤우어 슈트라세 방면 |